# Damenbundesliga 2003 (Football)
Die Damenbundesliga (DBL) Saison 2003 war die 14. Spielzeit in der höchsten Spielklasse des American Football in Deutschland für Frauen.
Das Eröffnungsspiel der Saison 2003 bestritten die Dresden Diamonds gegen die Kiel Baltic Witches am 18. Mai 2003 um 15 Uhr. Die DBL-Saison 2003 wurde von Mai bis September ausgetragen. Im Anschluss an die reguläre Saison fanden ein Halbfinale und das Finale, der Ladiesbowl XII statt.
Das Finale wurde am 20. September in Mülheim ausgetragen. Wie in den beiden Vorjahren gewannen die Berlin Adler Girls gegen die Munich Cowboys Ladies, dieses Mal mit 41:12.

## Modus
In der Saison 2003 traten insgesamt acht Teams in zwei getrennten Gruppen an (fünf in Gruppe Nord, drei in Gruppe Süd). Jede dieser Gruppen trägt ein doppeltes Rundenturnier aus, wobei jedes Team einmal das Heimrecht genießt. Nach jeder Partie erhält die siegreiche Mannschaft zwei und die besiegte null Punkte. Bei einem Unentschieden erhält jede Mannschaft einen Punkt. Die Punkte des Gegners werden als Minuspunkte gerechnet. Nach Beendigung des Rundenturniers wird eine Rangliste ermittelt, bei der zunächst die Anzahl der erzielten Punkte entscheidend ist. Bei Punktgleichheit entscheidet der direkte Vergleich.
Nach den Rundenturnieren spielen die jeweils zwei bestplatzierten Mannschaften in zwei Play-off-Runden um die Deutsche Meisterschaft.
Pro Gruppe qualifizieren sich zwei Teams für die Play-offs: die Gruppenersten und -zweiten. In der ersten Runde der Play-offs, dem Halbfinale, spielen die Gruppen Nord und Süd über Kreuz gegeneinander, der jeweils Erstplatzierte spielt also gegen den Zweitplatzierten der anderen Gruppe. Hierbei genießen die Gruppenersten Heimrecht. Die siegreichen Teams treten im Ladiesbowl gegeneinander an.

## Teams
In der Gruppe Nord haben die folgenden Teams am Ligabetrieb teilgenommen:
- Berlin Adler Girls
- Braunschweig Lady Lions
- Dresden Diamonds (erstmalige Ligateilnahme)
- Hamburg Maniacs
- Kiel Baltic Witches

In der Gruppe Süd haben die folgenden Teams am Ligabetrieb teilgenommen:
- Munich Cowboys Ladies
- Spielgemeinschaft Mülheim Shamrocks/Bochum Miners
- Nürnberg Hurricanes

## Saisonverlauf
In diesem Jahr traten acht Teams in der DBL an. Vor Saisonbeginn zogen die Cologne Crocodiles Ladies und Rüsselsheim Wolfpack ihre Teams zurück. Neu dabei waren erstmals die Dresden Diamonds, die Damenmannschaft der Dresden Monarchs, die bereits im Vorjahr einige Freundschaftsspiele gegen Ligateams gespielt hatten.
Die Saison begann am 18. Mai mit einem Eröffnungsspiel der Dresden Diamonds gegen die Kiel Baltic Witches, welches Dresden mit 22:14 gewann.
Nordmeisterinnen wurden wie im Vorjahr ungeschlagen die Berlin Adler Girls, die im Halbfinale mit 67:0 gegen die Nürnberg Hurricanes gewannen und damit im Ladiesbowl standen. Gruppenzweite wurden die Hamburg Maniacs.
Auch in der Süd-Gruppe verteidigten die Munich Cowboys Ladies ihren Meistertitel vor den Nürnberg Hurricanes. Im Halbfinale gewann München mit 26:8 gegen die Hamburgerinnen.
Das Saisonfinale, der Ladiesbowl XII, fand in diesem Jahr im Ruhrstadion in Mülheim mit denselben Mannschaften wie in der Vorsaison statt. Die Berlin Adler Girls dominierten bereits zur Halbzeit und gewannen am Ende mit 41:12 gegen die Munich Cowboys Ladies. Für die Berlinerinnen war es die neunte Meisterschaft und die vierte in Folge.

### Abschlusstabellen
| Gruppe Nord | Gruppe Nord             | Gruppe Nord | Gruppe Nord | Gruppe Nord | Gruppe Nord | Gruppe Nord | Gruppe Nord |    | Gruppe Süd            | Gruppe Süd | Gruppe Süd | Gruppe Süd | Gruppe Süd | Gruppe Süd | Gruppe Süd | Gruppe Süd |
| #           | Team                    | Punkte      | Sp          | S           | U           | N           | TD-Pkt.     | #  | Team                  | Punkte     | Sp         | S          | U          | N          | TD-Pkt.    |            |
| ----------- | ----------------------- | ----------- | ----------- | ----------- | ----------- | ----------- | ----------- | -- | --------------------- | ---------- | ---------- | ---------- | ---------- | ---------- | ---------- | ---------- |
| 1.          | Berlin Adler Girls      | 16:00       | 8           | 8           | 0           | 0           | 430:220     | 1. | Munich Cowboys Ladies | 6:2        | 4          | 3          | 0          | 1          | 90:33      |            |
| 2.          | Hamburg Maniacs         | 12:40       | 8           | 6           | 0           | 2           | 216:112     | 2. | Nürnberg Hurricanes   | 4:4        | 4          | 2          | 0          | 2          | 48:48      |            |
| 3.          | Dresden Diamonds        | 06:10       | 8           | 3           | 0           | 5           | 130:278     | 3. | SG Mülheim/Bochum     | 2:6        | 4          | 1          | 0          | 3          | 13:70      |            |
| 4.          | Kiel Baltic Witches     | 04:12       | 8           | 2           | 0           | 6           | 106:218     |    |                       |            |            |            |            |            |            |            |
| 5.          | Braunschweig Lady Lions | 02:14       | 8           | 1           | 0           | 7           | 086:338     |    |                       |            |            |            |            |            |            |            |

Erläuterung: Play-off-Qualifikation, Stand: 20. September 2003 (Saisonende)

### Play-offs
|  | Halbfinale | Halbfinale           | Halbfinale |  |  | Ladiesbowl XII | Ladiesbowl XII       | Ladiesbowl XII |
|  |            |                      |            |  |  |                |                      |                |
|  |            |                      |            |  |  |                |                      |                |
|  | S1         | Munich Cowboy Ladies | 26         |  |  |                |                      |                |
|  | N2         | Hamburg Maniacs      | 8          |  |  |                |                      |                |
|  |            |                      |            |  |  | S1             | Munich Cowboy Ladies | 12             |
|  |            |                      |            |  |  | N1             | Berlin Adlers Girls  | 41             |
|  | N1         | Berlin Adler Girls   | 67         |  |  |                |                      |                |
|  | S2         | Nürnberg Hurricanes  | 0          |  |  |                |                      |                |
|  |            |                      |            |  |  |                |                      |                |

#### Halbfinale
|                       |                              |  |                       |                          |                 |  |              |
|                       | München 06.09.2003 13:00 Uhr |  | Munich Cowboys Ladies | \| \| 26 : 8 \| \| \| \| | Hamburg Maniacs |  | Dantestadion |
| (6:0, 0:8, 0:0, 20:0) | München 06.09.2003 13:00 Uhr |  | Munich Cowboys Ladies |                          | Hamburg Maniacs |  | Dantestadion |
|                       | 26 : 8                       |  |                       |                          |                 |  |              |
|                       |                              |  |                       |                          |                 |  |              |

|                    |                             |  |                    |                          |                     |  |                |
|                    | Berlin 07.09.2003 15:00 Uhr |  | Berlin Adler Girls | \| \| 67 : 0 \| \| \| \| | Nürnberg Hurricanes |  | Stade Napoleon |
| (21:0, 13:0, 20:0) | Berlin 07.09.2003 15:00 Uhr |  | Berlin Adler Girls |                          | Nürnberg Hurricanes |  | Stade Napoleon |
|                    | 67 : 0                      |  |                    |                          |                     |  |                |
|                    |                             |  |                    |                          |                     |  |                |

#### Ladiesbowl XII
|                                     |                                         |  |                       |                           |                    |  |             |
|                                     | Mülheim a. d. Ruhr 20.09.2003 14:30 Uhr |  | Munich Cowboys Ladies | \| \| 12 : 41 \| \| \| \| | Berlin Adler Girls |  | Ruhrstadion |
| (6:14, 6:21, 0:0, 0:6) Spielbericht | Mülheim a. d. Ruhr 20.09.2003 14:30 Uhr |  | Munich Cowboys Ladies |                           | Berlin Adler Girls |  | Ruhrstadion |
|                                     | 12 : 41                                 |  |                       |                           |                    |  |             |
|                                     |                                         |  |                       |                           |                    |  |             |